# Briconville
Briconville ist eine französische Gemeinde mit 268 Einwohnern (Stand: 1. Januar 2022) im Département Eure-et-Loir in der Region Centre-Val de Loire. Sie gehört zum Arrondissement Chartres und zum Kanton Chartres-1. Die Einwohner werden Briconvillois genannt.

## Geographie
Briconville liegt etwa neun Kilometer nordnordwestlich des Stadtzentrums von Chartres. Umgeben wird Briconville von den Nachbargemeinden Clévilliers im Norden, Berchères-Saint-Germain im Nordosten, Fresnay-le-Gilmert im Osten, Bailleau-l’Évêque im Süden, Dangers im Westen sowie Mittainvilliers-Vérigny im Westen und Nordwesten.

## Bevölkerungsentwicklung
| Jahr                       | 1962 | 1968 | 1975 | 1982 | 1990 | 1999 | 2006 | 2013 | 2020 |
| Einwohner                  | 59   | 44   | 50   | 78   | 93   | 112  | 113  | 210  | 264  |
| Quellen: Cassini und INSEE |      |      |      |      |      |      |      |      |      |

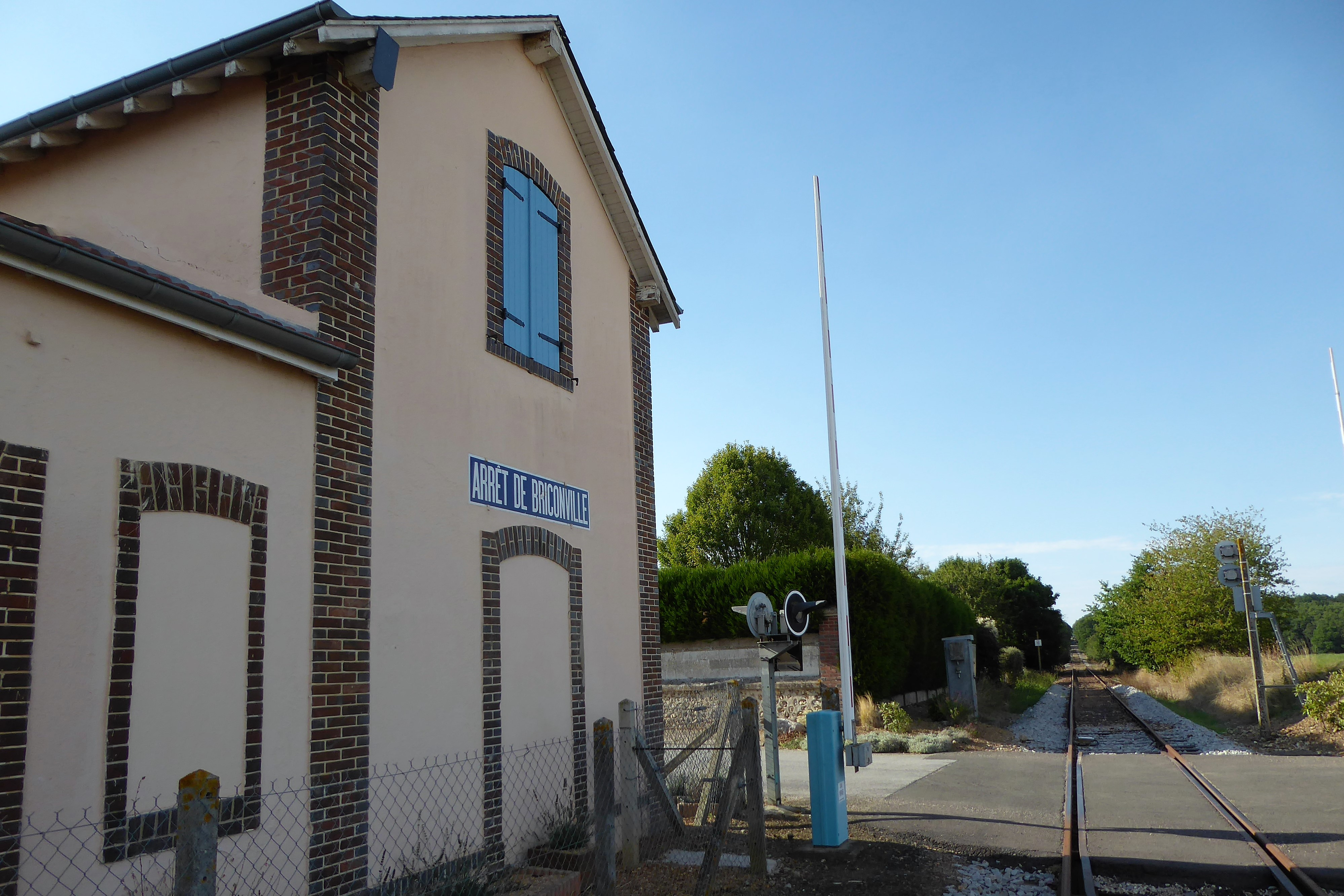
Haltepunkt an der Bahnstrecke Chartres–Dreux
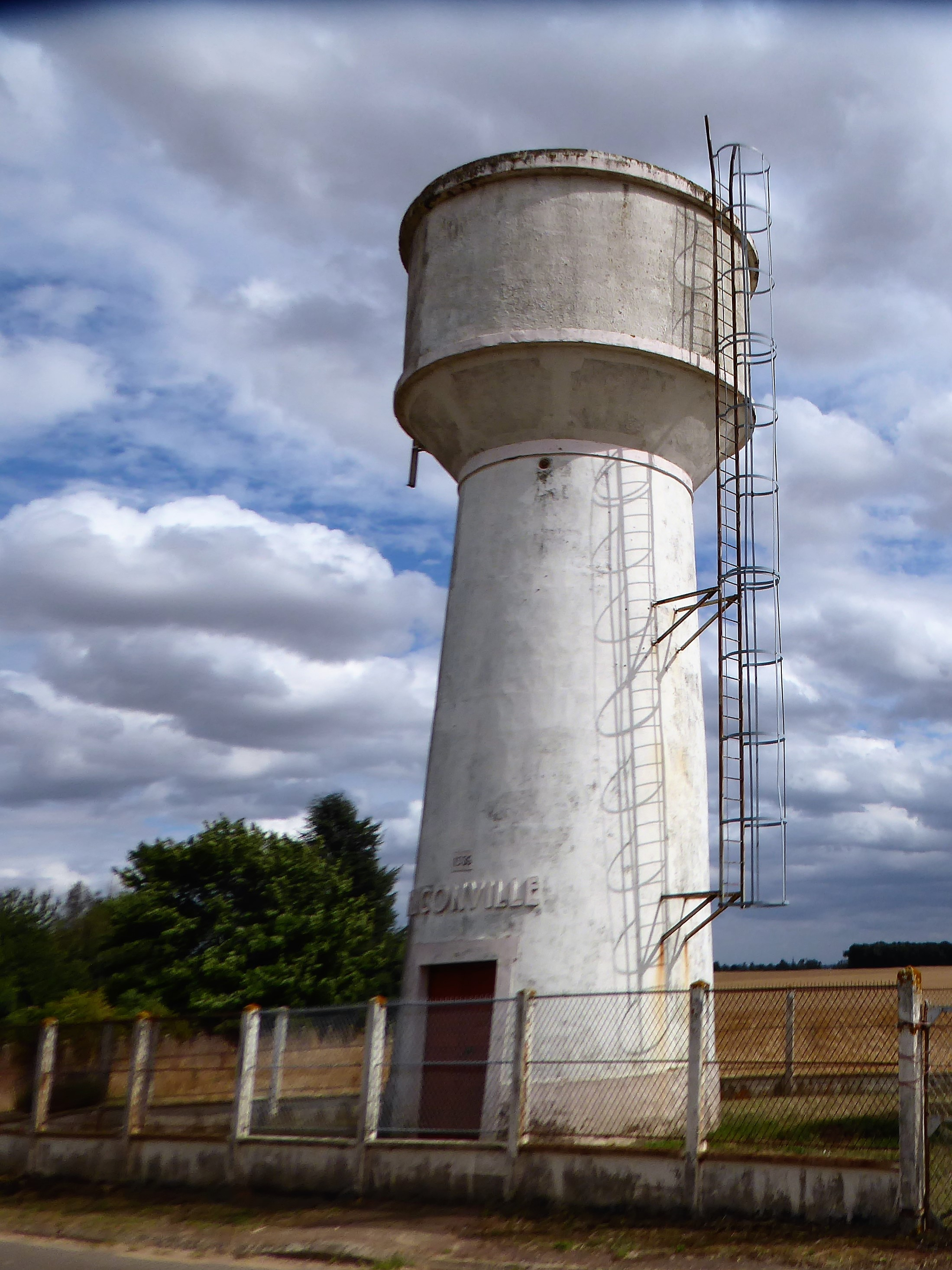
Wasserturm

## Sehenswürdigkeiten
- Reste der Kirche Saint-Sulpice